# Riverside Museum
Het Riverside Museum is een museum in de Schotse stad Glasgow. Het museum laat de collectie zien van het  Glasgow transportmuseum. Het gebouw werd in 2011 geopend en is ontworpen door de beroemde architect Zaha Hadid. In 2015 ontving het meer dan een miljoen bezoekers en werd het de op vier na best bezochte attractie van Schotland. In 2013 werd het uitgeroepen tot Europees museum van het jaar.
1977 Ironbridge Gorge ( Verenigd Koninkrijk) ·
1978 Schloss Rheydt ( Duitsland) ·
1979 Musée de la Camargue ( Frankrijk) ·
1980 Museum Catharijneconvent ( Nederland) ·
1981 Volkskundig museum van de Peloponnesos ( Griekenland) ·
1982 Musée d'art et d'histoire de Saint-Denis ( Frankrijk) ·
1983 Museum Sarganserland ( Zwitserland) ·
1984 Zuiderzeemuseum ( Nederland) ·
1987 Beamish: North of England Open Air Museum ( Verenigd Koninkrijk) ·
1988 Brandts Klædefabrik ( Denemarken) ·
1989 Sundsvalls museum ( Zweden) ·
1990 Écomusée de l'Avesnois à Fourmies ( Frankrijk) ·
1991 Leventis Museum ( Cyprus) ·
1992 Landesmuseum für Technik und Arbeit ( Duitsland) ·
1993 Alta Museum ( Noorwegen) ·
1994 Nationalmuseet ( Denemarken) ·
1995 Olympisch museum ( Zwitserland) ·
1996 Nationaal museum van de Roemeense boer ( Roemenië) ·
1997 Museum van Anatolische beschavingen ( Turkije) ·
1998 National Conservation Centre ( Verenigd Koninkrijk) ·
1999 Musée Français de la Carte à Jouer ( Frankrijk) ·
2000 Guggenheim Museum Bilbao ( Spanje) ·
2001 National Railway Museum ( Verenigd Koninkrijk) ·
2002 Chester Beatty Library ( Ierland) ·
2003 Victoria and Albert Museum ( Verenigd Koninkrijk) ·
2004 Museo Arqueologico Provincial de Alicante ( Spanje) ·
2005 Nederlands Openluchtmuseum ( Nederland) ·
2006 CosmoCaixa Barcelona ( Spanje) ·
2007 Deutsches Auswandererhaus ( Duitsland) ·
2008 KUMU ( Estland) ·
2009 Salzburg museum ( Oostenrijk) ·
2010 Ozeaneum ( Duitsland) ·
2011 Gallo-Romeins Museum ( België) ·
2012 Medina Azahara Museum ( Spanje) ·
2013 Riverside Museum ( Verenigd Koninkrijk) ·
2014 Het Museum van de Onschuld ( Turkije) ·
2015 Rijksmuseum Amsterdam ( Nederland) ·
2016 POLIN, Museum voor de Geschiedenis van de Poolse Joden ( Polen) ·
2017 Musée d'ethnographie de Genève ( Zwitserland) ·
2018 Design Museum ( Verenigd Koninkrijk) ·
2019 Rijksmuseum Boerhaave ( Nederland) ·
2020 Stapferhaus ( Zwitserland) ·
2021 Naturalis Biodiversity Center ( Nederland) ·
2022 Museum van de Geest/Het Dolhuys ( Nederland) ·
2023 L'Etno ( Spanje) ·
2024 Siida ( Finland)